# رأس العين قبلي
رأس العين قبلي قرية سوريّة تتبع إداريّاً لمحافظة حلب منطقة عين العرب ناحية صرين، بلغ تعداد سكانها 2,581 نسمة حسب التعداد السكاني لعام 2004.